# Party for Everybody
Party For Everybody (La fête pour tous) est la chanson du groupe folklorique russe Buranovskie Babuški (les grands-mères de Buranovo), originaire d'Oudmourtie, qui représente la Russie au Concours Eurovision de la chanson 2012 à Bakou, en Azerbaïdjan.

## Eurovision 2012
La chanson est sélectionnée le 7 mars 2012 lors d'une finale nationale.
Elle participe à la première demi-finale du Concours Eurovision de la chanson 2012, le 22 mai 2012. Ces grands-mères arrivent à séduire le public et parviennent en finale. Le 26 mai 2012, lors de la finale, elles se classent deuxième derrière Loreen, la gagnante.  